# Bolesław Koperski
Bolesław Koperski (ur. 17 sierpnia 1921 w Łodzi, zm. 26 kwietnia 1991) – polski robotnik, komunistyczny działacz partyjny i dyplomata, poseł na Sejm PRL VI, VII i VIII kadencji.

## Życiorys
Syn Jana i Józefy. W okresie II wojny światowej był robotnikiem w Zakładach Włókienniczych „Scheibler i Grohman” w Łodzi (1941–1942), następnie przebywał na robotach przymusowych w Niemczech (1942–1945). Po wojnie powrócił do pracy w zakładach, ówcześnie pod nazwą Państwowych Zakładów Przemysłu Bawełnianego nr 1 w Łodzi (1945–1948). W 1945 wstąpił do Polskiej Partii Robotniczej, w której był II sekretarzem Komitetu Zakładowego. W 1948 wraz z PPR przystąpił do Polskiej Zjednoczonej Partii Robotniczej. Pełnił też funkcję przewodniczącego koła Związku Walki Młodych w Łodzi, pracownika Zarządu Łódzkiego Związku Młodzieży Polskiej (1948–1950) i Zarządu Głównego ZMP w Warszawie (1950–1952), skąd skierowano go jako słuchacza do Szkoły Partyjnej przy KC PZPR w Warszawie (1952–1954). Po jej ukończeniu pełnił obowiązki starszego inspektora Wydziału Organizacyjnego Komitetu Centralnego PZPR (1954–1955), powierzono mu funkcję I sekretarza Komitetu Zakładowego Ministerstwa Spraw Zagranicznych (1955–1959), wicedyrektora Departamentu Kadr MSZ (1959–1965), radcy ambasady PRL w Berlinie (1965), szefa Misji Wojskowej PRL w Berlinie (1965–1971), I sekretarza KW PZPR w Łodzi (1971–1980) i ambasadora w Rumunii (1981–1983). Ukończył Szkołę Główną Służby Zagranicznej. Był też członkiem KC PZPR (1971–1981), oraz posłem na Sejm PRL VI, VII i VIII kadencji (1972–1981).
Odznaczony został m.in. Krzyżem Kawalerskim (1954) i Oficerskim Orderu Odrodzenia Polski, Orderem Sztandaru Pracy I klasy, Brązowym Krzyżem Zasługi (1946) i Medalem 30-lecia Polski Ludowej (1974), Medalem pamiątkowym Wojskowej Akademii Medycznej (1973).
Był ostatnią osobą pochowaną w alei zasłużonych cmentarza Zarzew w Łodzi (w kwietniu 1991, kwatera VII/1/3).